# Machaeropsis
Machaeropsis är ett släkte av insekter. Machaeropsis ingår i familjen Machaerotidae.
Kladogram enligt Catalogue of Life:
| Machaeropsis | \| \| Machaeropsis nervosa \| \| \| \| \| \| Machaeropsis rubrilineata \| \| \| \| \| \| Machaeropsis valida \| \| \| \| |
|              | \| \| Machaeropsis nervosa \| \| \| \| \| \| Machaeropsis rubrilineata \| \| \| \| \| \| Machaeropsis valida \| \| \| \| |
|              | Aecalus |
|              | |
|              | Aphrosiphon |
|              | |
|              | Apomachaerota |
|              | |
|              | Blastacaena |
|              | |
|              | Chaetophyes |
|              | |
|              | Conditor |
|              | |
|              | Enderleinia |
|              | |
|              | Grypomachaerota |
|              | |
|              | Hindola |
|              | |
|              | Hindoloides |
|              | |
|              | Labrosyne |
|              | |
|              | Machaerota |
|              | |
|              | Makiptyelus |
|              | |
|              | Maxudea |
|              | |
|              | Neosigmasoma |
|              | |
|              | Neuroleinia |
|              | |
|              | Neuromachaerota |
|              | |
|              | Pectinariophyes |
|              | |
|              | Platymachaerota |
|              | |
|              | Polychaetophyes |
|              | |
|              | Romachaeta |
|              | |
|              | Serreia |
|              | |
|              | Sigmasoma |
|              | |
|              | Soamachaerota |
|              | |
|              | Taihorina |
|              | |
|              | Tapinacaena |
|              | |
|              | Trigonurella |
|              | |
|              | Machaeropsis nervosa |
|              | |
|              | Machaeropsis rubrilineata                                                                                                |
|              | |
|              | Machaeropsis valida |
|              | |

|  | Machaeropsis nervosa      |
|  |                           |
|  | Machaeropsis rubrilineata |
|  |                           |
|  | Machaeropsis valida       |
|  |                           |